# Турманское сельское поселение
Турманское сельское поселение — муниципальное образование со статусом сельского поселения в
Братском районе Иркутской области России. Административный центр — посёлок Турма.

## Население
| 2010  | 2011  | 2012  | 2013  | 2014  | 2015  |
| ----- | ----- | ----- | ----- | ----- | ----- |
| 2019  | ↘2008 | ↘1974 | ↘1963 | ↘1958 | ↘1927 |
| 2016  | 2017  |       |       |       |       |
| ↘1918 | ↘1873 |       |       |       |       |

### Гендерный состав
По результатам Всероссийской переписи населения 2010 года
численность населения муниципального образования составила 2019 человек, в том числе 977 мужчины и 1042 женщины.

## Состав поселения
Посёлок Турма

### Упразднённые населённые пункты
разъезды Ягодный и Путевой Турманской сельской администрации.